# Manowo
Manowo (deutsch Manow) ist ein Dorf mit Sitz einer Landgemeinde (Gmina wiejska) in der polnischen Woiwodschaft Westpommern und gehört zum Powiat Koszaliński (Kreis Köslin).

## Geographische Lage
Die Ortschaft liegt in Hinterpommern, neun Kilometer südöstlich der Stadt Köslin (Koszalin).
Durch die Ortschaft fließt der Manowsche Bach, der sich in den Achter- oder Hintersee ergießt.

## Geschichte

Manow südöstlich der Stadt Köslin auf eine Landkarte von 1910

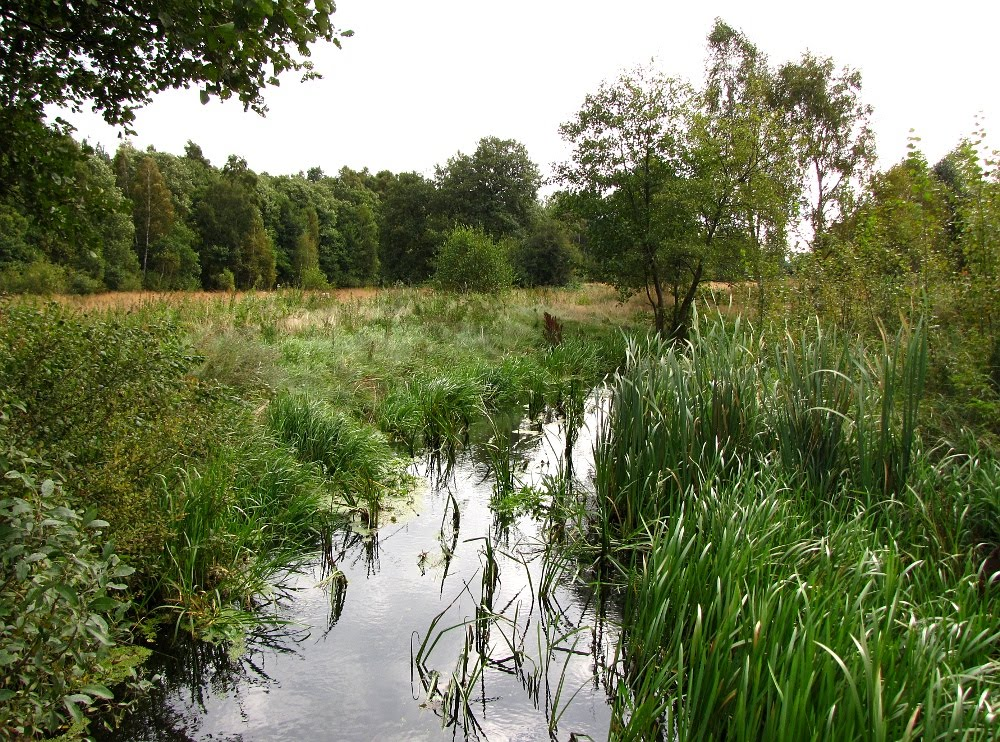
Manoscher Bach

Manow war bis ins 19. Jahrhundert ein Glasenappsches Lehen und wurde als solches bereits in der zweiten Hälfte des 14. Jahrhunderts genannt. Durch Vertrag vom 23. Juli 1837 gingen die Güter an den Landrat a. D. Carl Alexander Wilhelm Graf von Wartensleben, der sie zehn Jahre später an die Gebrüder Holtz aus Vorpommern verkauft. Seit 1847 gehörten Georg Holtz die Güter Bonin, Manow, Roßnow und Seydel oder Seidel, in alten Urkunden Sedell geschrieben. Im Jahre 1806 waren die Güter lehnsfrei geworden. Fideikommissbesitzer des Rittergutes Manow war 1873 Karl Anton von Hohenzollern-Sigmaringen in Sigmaringen, der im Kreis Köslin außerdem noch die Rittergüter Seidel, Grünhof und Roßnow  besaß.  Im Jahr 1892 wird Anton von Hohenzollern-Sigmaringen in Sigmaringen als Besitzer des Guts Manow genannt.
Bis 1945 gehörte Manow zum Landkreis Köslin im Regierungsbezirk Köslin der preußischen Provinz Pommern des Deutschen Reichs. Manow bildete mit den Gemeinden Mersin, Roßnow, Seidel und Zewelin einen eigenen Amtsbezirk. Außerdem war der Ort Sitz des Standesamtes für die Gemeinden Manow, Bonin, Roßnow, Seidel und Zewelin.
Im Jahre 1910 waren in Manow 247 Einwohner registriert. Ihre Zahl stieg bis 1933 auf 332 und betrug 1939 noch 336.
Gegen Ende des Zweiten Weltkriegs besetzte im Frühjahr 1945 die Rote Armee die Region. Bald darauf wurde Manow zusammen mit ganz Hinterpommern von der Sowjetunion der Volksrepublik Polen zur Verwaltung überlassen. Manow erhielt den polonisierten Ortsnamen Manowo. Die Alteinwohner von Manow wurden in der darauf folgenden Zeit von der polnischen Administration aus dem Kreisgebiet vertrieben.
Seit 1945 gehört der nun Manowo genannte Ort zum Powiat Koszaliński in der polnischen Woiwodschaft Westpommern (bis 1998 Woiwodschaft Köslin). Hier leben heute 760 Menschen. Manowo ist Teil und Sitz der Gmina Manowo.

## Kirche
Vor 1945 war die Bevölkerung von Manow überwiegend evangelischer Konfession. Der Ort war Pfarrsitz des gleichnamigen Kirchspiels, zu dem die Filialgemeinden Bonin (heute polnisch ebenfalls: Bonin) und Seidel  sowie der Ort Zewelin gehörten. Das Kirchspiel war in den Kirchenkreis Köslin im Ostsprengel der Kirchenprovinz Pommern der Kirche der Altpreußischen Union eingegliedert.
Im Jahre 1940 zählte das gesamte Kirchspiel 1701 Gemeindeglieder, von denen 766 zum Bereich Manow gehörten. Das Kirchenpatronat in Manow und Seidel oblag Fürst von Hohenzollern-Sigmaringen, zu einem kleinen Teil auch den Siedlern in Manow.
1707 brannten Kirche und Pfarrhaus in Manow ab, wurden jedoch vom damaligen Gutsbesitzer Rittmeister Peter von Glasenapp neu errichtet. Im Zweiten Weltkrieg konnten die Kirchenbücher von Manow gerettet werden und befinden sich heute im Staatsarchiv (Archiwum Państwowe) in Koszalin.
Seit 1945 ist die Einwohnerschaft von Manowo fast ausnahmslos katholischer Konfession. Seit 1992 besteht hier eine eigene Pfarrei (seit 1990 bereits ein Vikariat), zu der heute 1434 Gemeindeglieder gehören. Die Pfarrei liegt im Bereich des Dekanats Bobolice (Bublitz) im Bistum Köslin-Kolberg der Katholischen Kirche in Polen. Die Kirche trägt jetzt den Namen Kościół Matki Bożej Wspomożenia Wiernych und wurde am 23. Mai 1983 geweiht.
Hier lebende evangelische Kirchenangehörige sind in die Parochie Koszalin in der Diözese Pommern-Großpolen der Evangelisch-Augsburgischen Kirche in Polen integriert.

### Pfarrer bis 1945
Bis 1945 amtierten in Manow 17 evangelische, seit 1990 fünf katholische Geistliche:
1. Paulus Krüger, 1552–1575
2. Andreas Pannekoke, 1575–?
3. Heinrich Broier
4. Friedrich Culichius (Zülich), bis 1684
5. Michael Wisch, 1684–?
6. Johann Christian Koch, bis 1749
7. Melchio Moritz Mützell, 1749–1765
8. Karl Friedrich Müller, 1765–1773
9. Martin Ludwig Wilhelm Grützmacher, 1773–1786
10. Hermann Friedrich Mützell (Sohn von 8.), 1786–1819
11. Johann August Ludwig Beitzke, 1819–1827
12. Friedrich Carl Otto Franz Richter, 1828–1857
13. Karl Ludwig Friedrich Cremer, 1857–1860
14. Eugen August Friedrich Heinrich Kumme, 1860–1874
15. Robert Ludwig Tobis Enghardt, 1875–1895
16. Karl Degner, 1895–1928
17. Friedrich Kübler, 1928–1940 (?)

## Gmina Manowo

### Allgemeines

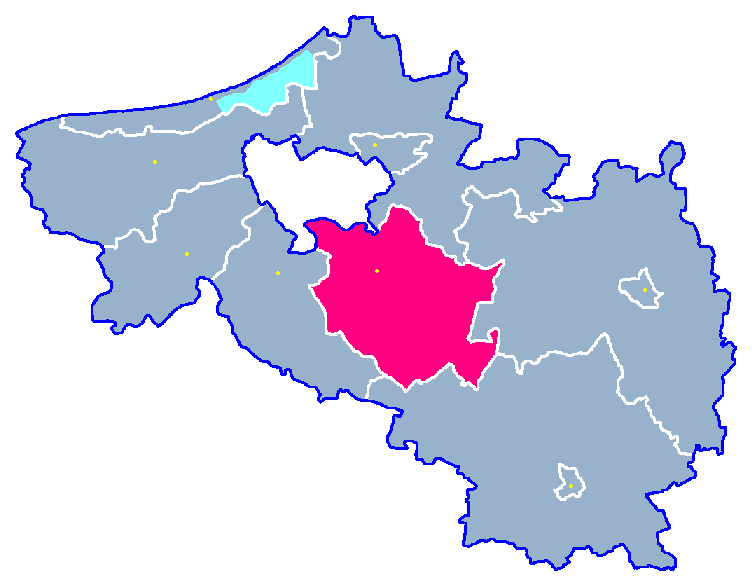
Die Lage der Gmina Manowo im Powiat Koszaliński

Die Landgemeinde Manowo umfasst ein Gebiet von 188,57 km², was 11,3 % der Gesamtfläche des Powiat Koszaliński entspricht. Bei einer Einwohnerzahl von 6.292 rangiert die Gemeinde zahlenmäßig an 59. Stelle der 114 Gemeinden der Woiwodschaft Westpommern.
Die Gmina Manowo grenzt im Nordosten an das Naturreservat des Jezioro Lubiatowskie (Lüptow See), das bereits im Stadtgebiet von Koszalin liegt. Im Süden des Gemeindegebietes fließt die Radew (Radüe), die hier den Jezioro Rosnowskie (Roßnow See) durchzieht.
Im Gemeindegebiet gelten drei Postleitzahlengebiete:
- Bonin (Bonin) = 76-009
- Manowo (Manow) = 76-015
- Rosnowo (Roßnow) = 76-042.

Nachbargemeinden der Gmina Manowo sind:
- die Stadt Koszalin (Köslin) und die Gemeinden:
- Bobolice (Bublitz), Polanów (Pollnow), Sianów (Zanow) sowie Świeszyno.

### Gemeindegliederung
Zur Gmina Manowo gehören insgesamt 23 Ortschaften, die neun Ortsteilen („Schulzenämtern“) zugeordnet sind:
- Ortsteile:

| - Bonin (Bonin) - Cewlino (Zewelin) - Grzybnica (Alt Griebnitz) - Kretomino (Krettmin) - Manowo (Manow) | - Rosnowo-Osiedle (Roßnow-Siedlung) - Rosnowo-Wieś (Roßnow-Dorf) - Wyszebórz (Wisbuhr) - Wyszewo (Seidel) |

- Übrige Ortschaften: Dęborogi (Hoheneichen), Gajewo (Grünhaus), Grąpa (Grumpe), Grzybniczka (Neu Griebnitz), Jagielno, Kliszno (Klieschen), Kopanica (Gipp), Kopanino (Koppelsberg), Kostrzewa (Wilhelmsthal), Lisowo (Feldkaten), Mostowo (Brückenkrug), Policko (Eckerndaus), Poniki (Ponicken), Wiewiórowo (Viverow) und Zacisze (Grünhof).

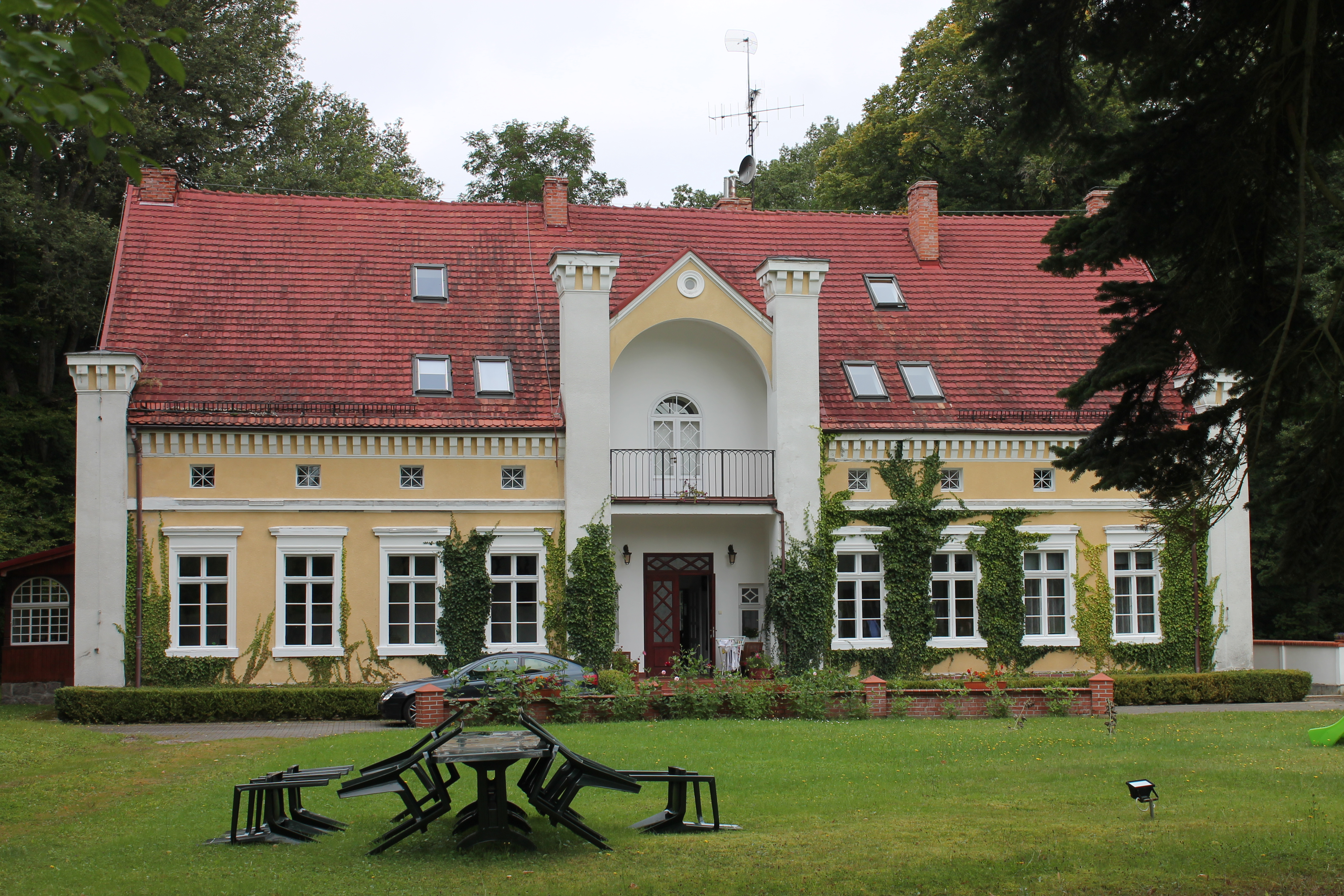
Herrenhaus Koppelsberg (Kopanino)

### Verkehr

#### Straßen
Zum Ort führt die polnische Landesstraße 11 (frühere deutsche Reichsstraße 160), die von Kolberg (Kołobrzeg) an der Ostsee bis in das oberschlesische  Beuthen (Bytom) führt und in den nächsten Jahren als Schnellstraße S 11 ausgebaut wird. In Ort zweigt eine elf Kilometer lange Nebenstraße ab, die den Ort mit der Woiwodschaftsstraße 167 verbindet, die von Köslin über Tychowo (Groß Tychow) bis nach Ogartowo (Jagertow) nahe Bad Polzin (Połczyn-Zdrój) verläuft. Im Südteil durchzieht die Woiwodschaftsstraße 168 die Gemeinde, die die ländlichen Regionen um Bobolice (Bublitz) und Białogard (Belgard) verbindet.

#### Schienen

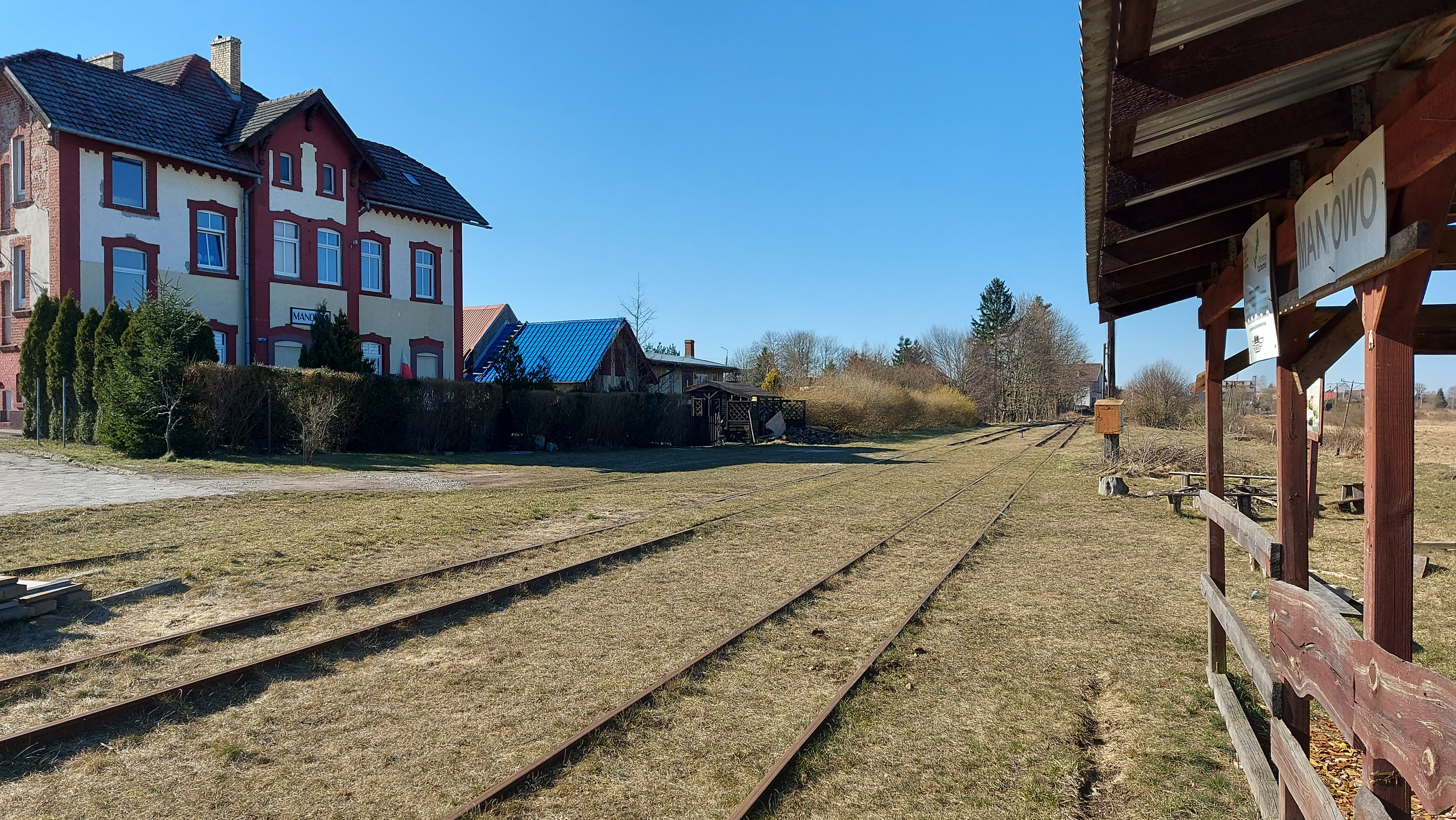
Bahnhof (2022)

Seit dem Jahre 2004 besteht für die Gemeinde Manowo kein direkter Bahnanschluss mehr. Für den Schienenverkehr ist die Bahnstation in der Stadt Koszalin an den Staatsbahnstrecken Nr. 202 Stargard – Danzig und 402 Goleniów (Gollnow) – Kołobrzeg – Koszalin zu nutzen. Dort werden die beiden Bahnlinien Stargard in Pommern – Danzig bzw. Goleniów (Gollnow) – Koszalin erreicht.
Am 1. November 1898 eröffnete die AG Kleinbahn Köslin-Natzlaff eine Bahnstrecke von Köslin (Koszalin) über Manow bis nach Natzlaff (Nacław) im Kreis Schlawe, wo sie von der Schlawer Kreisbahn bis nach Pollnow (Polanów) verlängert wurde. An diese Bahnlinie war das heutige Gemeindegebiet mit fünf Stationen angeschlossen: Krettmin (Kretomino), Bonin (Bonin), Manow (Manowo), Seidel (Wyszewo) und Viverow (Wierwiórowo).
Ab 1. November 1905 zweigte in Manow eine weitere Kleinbahnstrecke nach Süden ab und führte über Schwellin (Świelino) bis nach Belgard (Białogard). An dieser Strecke lagen im Bereich des heutigen Gemeindegebietes die Stationen Finkenborn (Przybyradz), Wilhelmsthal (Żabowa), Grünhof (Zacisze) und Roßnow (Rosnowo).
Teils wurden beide Strecken noch nach 1945 von der Polnischen Staatsbahn weiterbetrieben, bis zu ihrer endgültigen Stilllegung im Jahre 2004.